# هنوییتسه
هنوییتسه (به چکی: Hnojice) یک منطقهٔ مسکونی در جمهوری چک است که در ناحیه اولومووتس واقع شده‌است.
 هنوییتسه ۹٫۷۳ کیلومتر مربع مساحت و ۶۰۵ نفر جمعیت دارد و ۲۲۷ متر بالاتر از سطح دریا واقع شده‌است.